# 페이백 (1999년 영화)
《페이백》(영어: Payback)은 미국에서 제작된 브라이언 헬걸런드 감독의 1999년 네오누아르 액션 스릴러 영화이다. 멜 깁슨 등이 출연하였고, 브루스 데이비 등이 제작에 참여하였다. 2006년 헬걸런드 감독은 제작사가 개봉한 극장판과는 상당히 다른 감독판을 공개하였다.

## 출연
- 멜 깁슨 - 포터 역
- 그레그 헨리 - 밸 레즈닉 역
- 마리아 벨로 - 로지 역
- 루시 알렉시스 류 - 펄 역
- 데버라 케라 엉거 - 린 포터 역
- 데이비드 페이머 - 아서 스테그먼 역
- 빌 듀크 - 힉스 형사 역
- 잭 콘리 - 리리 형사 역
- 존 글러버 - 필 역
- 윌리엄 더베인 - 카터 역
- 제임스 코번 - 저스틴 페어팩스 역
- 크리스 크리스토퍼슨 - 브론슨 역
- 트레버 세인트존 - 조니 브론슨 역
- 프레디 로드리게스 - 심부름꾼 역

## 기타 제작진
- 배역: 매리언 도허티
- 미술: 리처드 후버
- 의상: 응우옌하